# Svipdagsmál
Das Svipdagsmál (zu deutsch Svipdagslied oder Svipdags Sprüche) ist der neuzeitliche Titel, unter dem zwei späte eddische (Götter) Lieder aus dem 13. bis 14. Jahrhundert – Grógaldr und Fǫlsvinnsmál – zusammengefasst werden. Sie handeln die Brauterwerbung des Helden Svipdagr um Menglǫð in einer mythisch-märchenhaften Rahmenhandlung ab.
Die Lieder sind im eddischen Versmaß des Ljóðaháttr verfasst. Sie wurden getrennt in einigen Handschriften überliefert und sind kein Teil des Codex Regius der Lieder-Edda. Die überlieferten (Papier-)Handschriften stammen aus dem 17. bis 18. Jahrhundert, gehen jedoch alle auf eine wesentlich ältere, heute verlorene Handschrift zurück.
Seit Sophus Bugge werden die Lieder unter dem Titel Svipdagsmál geführt. Der Text bildet ein Konglomerat aus Märchenmotiven (Stiefmutter-, Dornröschen- und „Gralsmotiven“ aus der Artusepik) und Anklängen aus der nordischen Mythologie und folgt strukturell dem Brauterwerbsschema. Er setzt zudem die Kenntnisse des Autors von den Texten der Lieder-Edda, speziell von der hochmittelalterlichen Wissensdichtung wie der Vafþrúðnismál voraus, an die er sich deutlich orientiert. Neben Bugge hatte ebenfalls zeitgenössisch Svend Grundtvig den märchenhaften Charakter herausgestellt. Das Svipdagsmál bildet durch sein junges Alter gegenüber den Eddaliedern der älteren und ältesten Schichten ein Übergang hin zu den nordisch dänisch-schwedischen Volksballaden von Svejdal oder Svendal, Ungen Svejdal. Weitere Balladen die stofflich die Brautwerbung behandeln sind die Balladen von „Svend Vonved“ und „Herr Tønne auf Alsø“. Ungeklärt ist in der Forschung die Frage nach dem Überlieferungsweg von der Ebene der Textualisierung des eddischen Umfelds zur Nachdichtung im Umfeld der Volksballaden. Eine gemeinsame verlorene Vorlage die bereits die „Gralsmotive“ enthielt wird dabei erwogen.

## Fjǫlsvinnsmál
Das Fjǫlsvinnsmál („Fjǫlsviðs Sprüche“) umfasst 50 Strophen. Auf der Brautfahrt erreicht der Held Menglǫð, die auf einer Burg oder Berg lebt, die von einer Waberlohe umfangen ist und zuzüglich vom Riesen Fjǫlsvinnr („Vielwisser“) bewacht wird. Svipdagr muss sich diesem stellen, tarnt sich jedoch mit dem Decknamen Vindkaldr („Windkalt“) und stellt dem Riesen 18 Wissensfragen um die Geheimnisse der Burg und um mythologische Belange. Im Verlauf des Zwiegesprächs fällt der wahre magische Name des Helden, sodass sofort der Weg frei wird, sich die Tore der Burg öffnen und Menglǫð ihn als Bräutigam willkommen empfängt.

## Grógaldr
Das Grógaldr („Zauberlied der Gróa“) schildert in 16 Strophen die Jugend des Svipdagr. Der heldische Protagonist wird von seiner bösen Stiefmutter verpflichtend auf die lange und gefahrvolle Reise – die Brautfahrt um Menglǫð – gesendet. Aus der schwierigen Lage heraus erweckt er seine verstorbene zaubermächtige Mutter Gróa aus dem Tod, um von dieser Rat und Zauberkraft zu erbitten. Sie gibt ihm neun Zaubersprüche mit auf den Weg, unter anderen wirksam gegen Feinde, Dämonen, Gefahren der Natur und Nachstellungen durch eine „tote Christin“.
Die Zaubersprüche werden in je einer Strophe nur dem Inhalt nach beschrieben, jedoch nicht mit der Incantatio, das heißt der Zauber- oder Beschwörungsformel. Ausgefallen wirkt Strophe 13 mit dem Schutz vor der Nachstellung des Geistes oder Wiedergängerin einer verstorbenen „Christin“, was Andreas Heusler als bedachtes Mittel des anonymen Autors verstehen will, um den Stoff um eine „heidnisch-altertümliche Note“ anzureichern. Stofflich steht das Grógaldr eng mit der Ballade vom „Ungen Svejdal“ in Verbindung. Beiden fehlt abweichend zum Fjǫlsvinnsmál die Passage der Wissensfragen an den Riesen. Zudem stellt die Ballade von der Konzeption und Ausgestaltung der Fabel her ein sogenanntes „Stiefmüttermärchen“ dar.